# 1394 Algoa
Az 1394 Algoa (ideiglenes jelöléssel 1936 LK) a Naprendszer kisbolygóövében található aszteroida. Cyril Jackson fedezte fel 1936. június 12-én, Johannesburgban.